# Formica uralensis
Formica uralensis é uma espécie de formiga da família Formicidae. Pode ser encontrada na Bielorrússia, Dinamarca, Estónia, Finlândia, França, alemanha, Cazaquistão, Letónia, Lituânia, Noruega, Polónia, Rússia, Suécia, Suíça e Ucrânia.